# Vellozia laevis
Vellozia laevis är en enhjärtbladig växtart som beskrevs av Lyman Bradford Smith. Vellozia laevis ingår i släktet Vellozia och familjen Velloziaceae. Inga underarter finns listade.